# Raoul Chanet
Raoul Chanet (Schulen, 18 mei 1935 – 27 december 2017) was een Belgische kunstschilder. Zijn werken evolueerden in de jaren, toch bleef het magisch-realisme centraal.
Chanet studeerde aan de Koninklijke Academie voor Schone Kunsten te Brussel.
Zijn beginperiode was gekenmerkt door een voortdurend zoeken naar een eigen stijl. In 1965 ontstonden de 'materiewerken'. In een nieuw tijdsbeeld kende deze periode veel succes. Het gaf hem veel mogelijkheden en voldoening. Vanaf 1970 veranderde hij helemaal van stijl met zijn lakwerken. Vanaf de jaren tachtig creëerde hij werken met een wereld met magische symbolen en realistische elementen, het magisch realisme. Het magische vindt zijn oorsprong in het ongewoon samenbrengen van verscheidene objecten tot een betoverende en dromerige sfeer.

## Tentoonstellingen
- In Belgische galerijen en cultuurcentra, onder andere in Sint-Truiden, Middelkerke, Blankenberge, Gent, Brussel en Galery Exelmans Neeroeteren.
- In het buitenland: Nederland, Frankrijk (o.a. in Parijs en Vannes) en in Osaka en in Hongkong.

## Voorbeelden van zijn werk

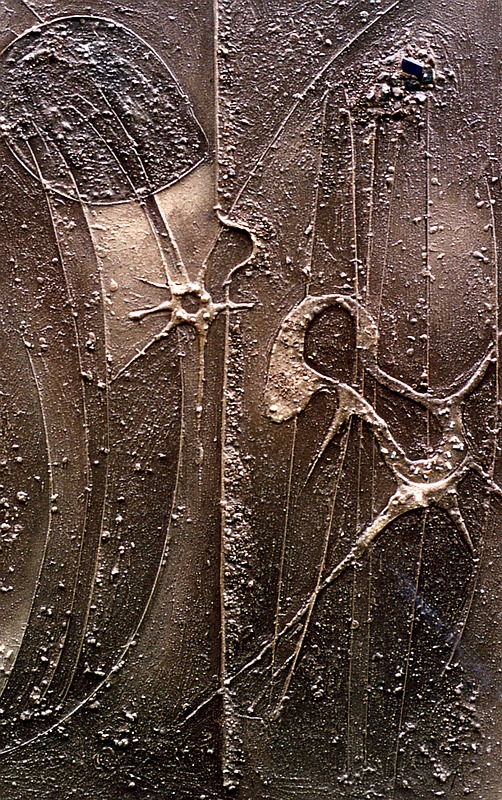
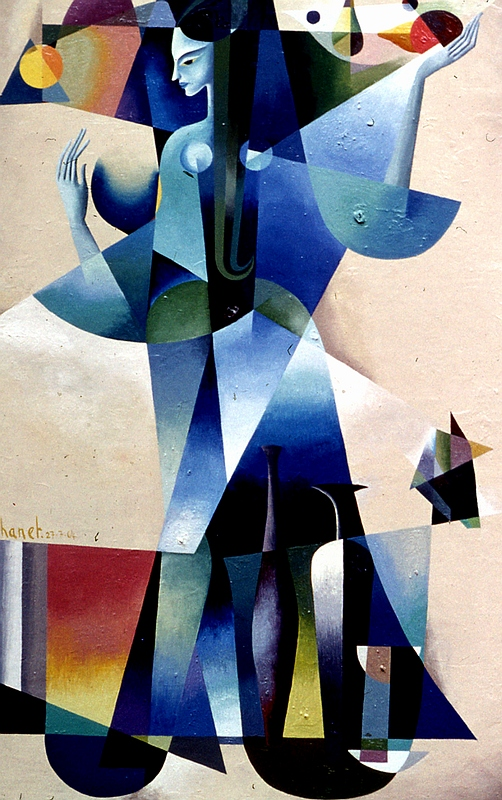
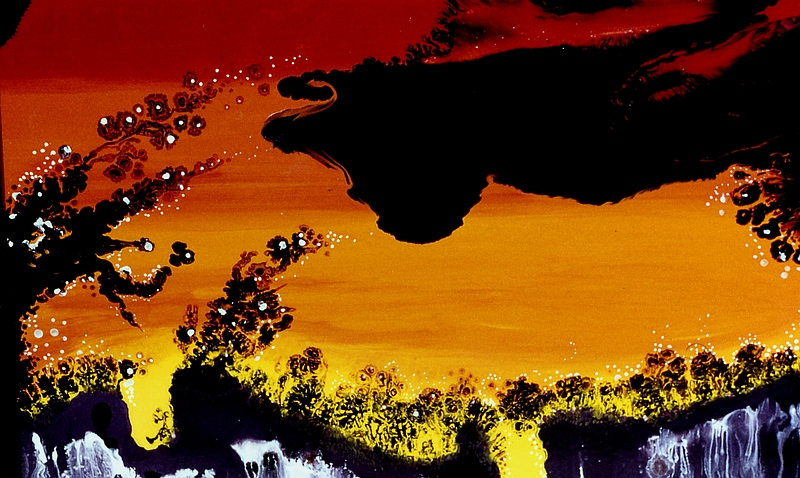
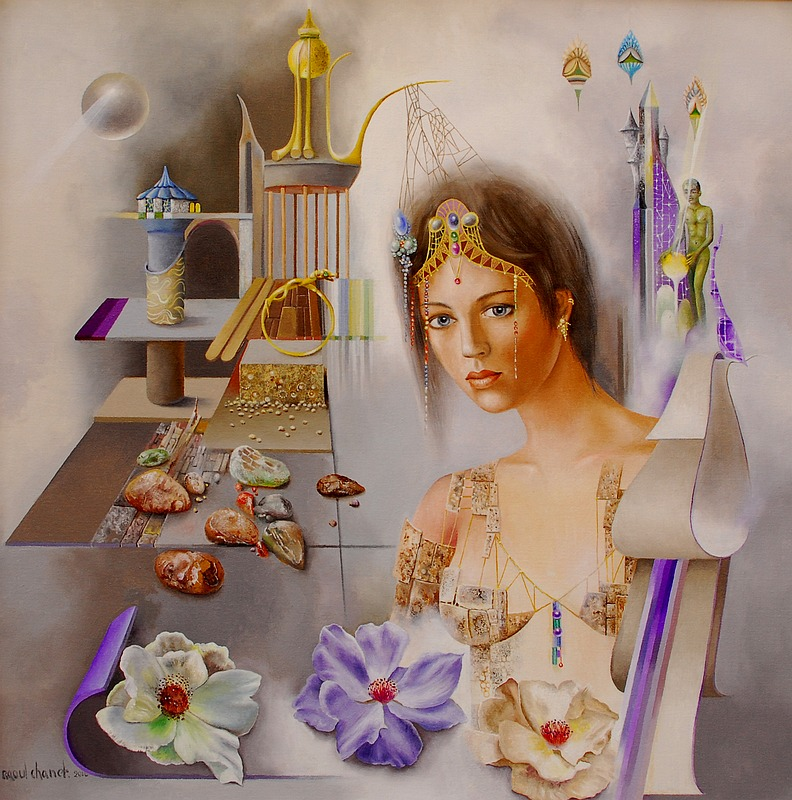
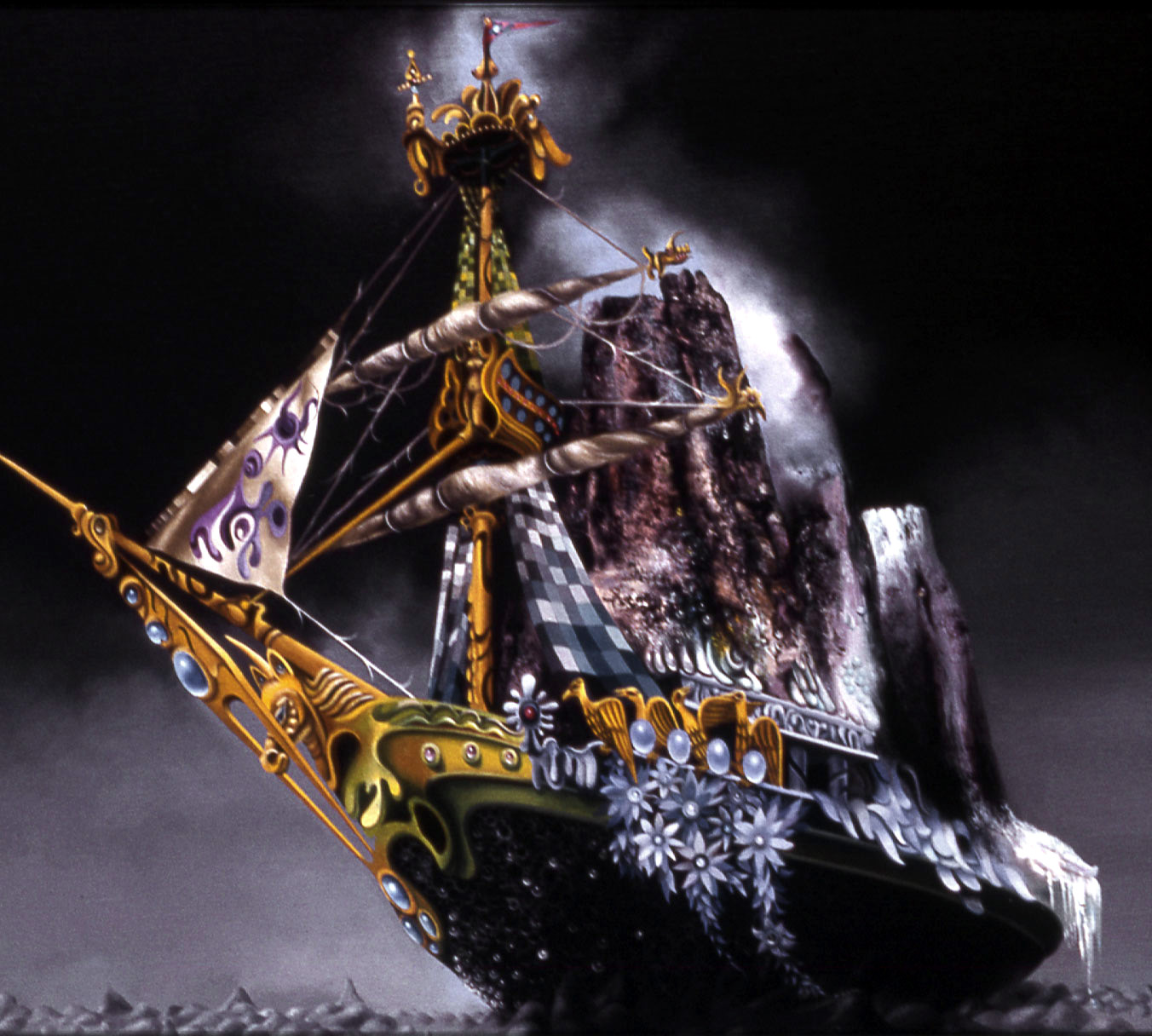
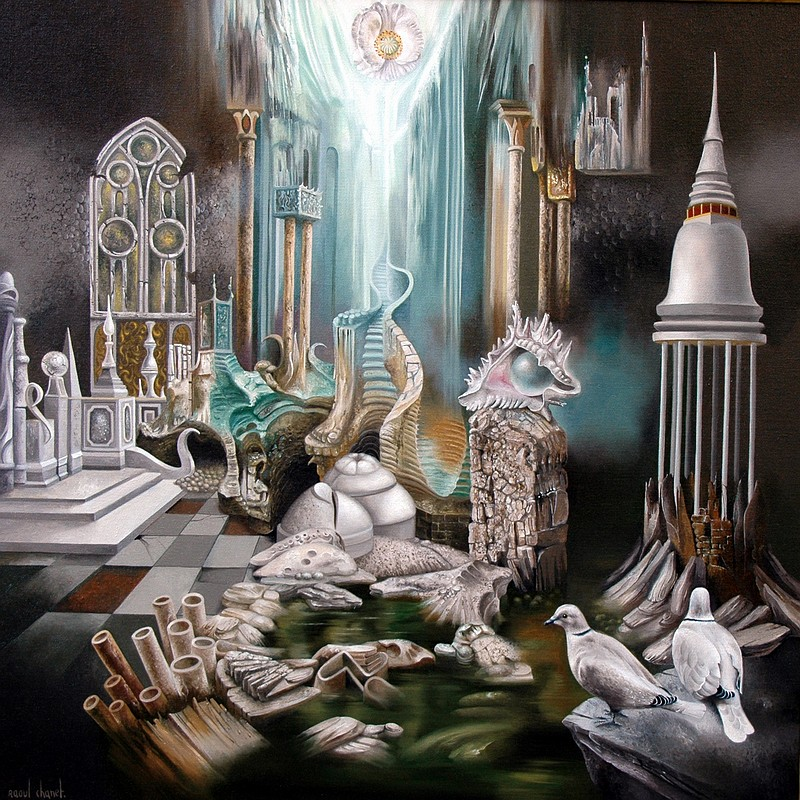